# Sthenomerus charon
Sthenomerus charon és una espècie extinta de mamífer diprotodont de la família dels diprotodòntids que visqué al continent australià durant el Plistocè. Se n'han trobat restes fòssils a Queensland (Austràlia). Es tracta de l'única espècie del gènere Sthenomerus. Tenia els ossos llargs molt semblants als de Diprotodon i, possiblement, els del nototeri. El nom genèric Sthenomerus significa ‘fèmur fort’, mentre que el nom específic charon es refereix a Caront, el barquer d'Hades en la mitologia grega, pel fet que «les seves restes ens han portat del [món] conegut al [món] desconegut».